# Fred Dibnah

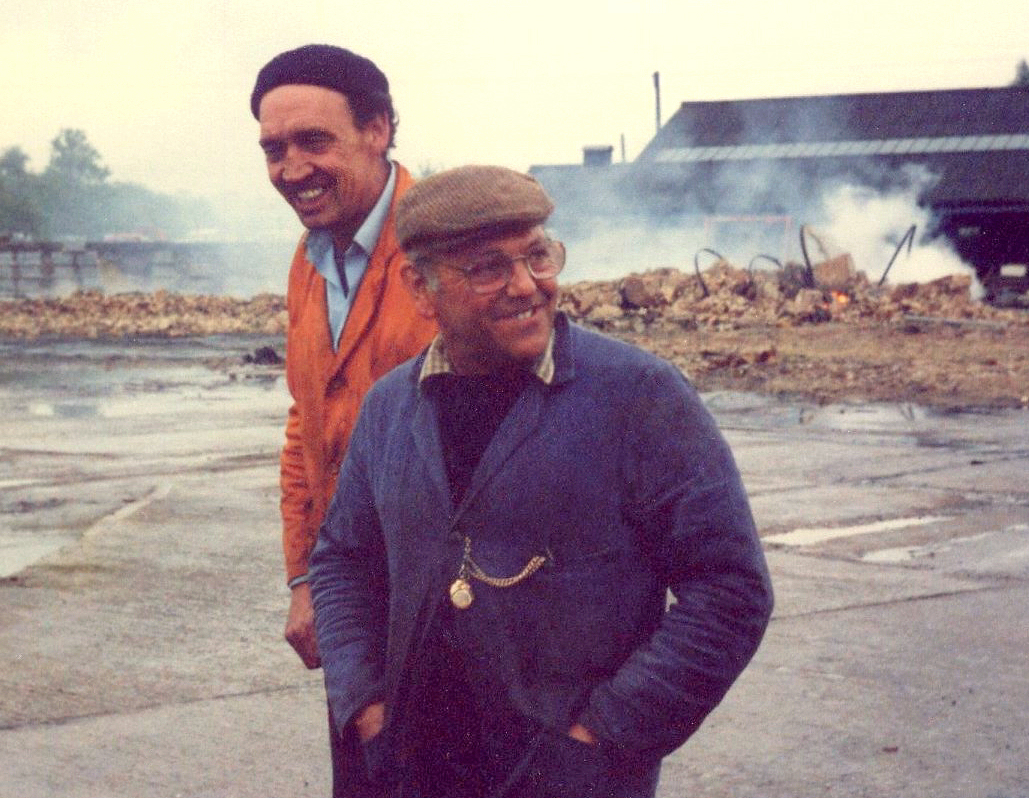
Fred Dibnah in seinem blauen Arbeitskittel vor den rauchenden Überresten eines umgelegten Schornsteins

Frederick „Fred“ Dibnah MBE (* 28. April 1938 in Bolton, Lancashire; † 6. November 2004 ebenda) war ein englischer Schornsteinbauer und ein Fernsehmoderator für technikgeschichtliche Sendungen. Er brachte ohne Zuhilfenahme von Sprengstoff 90 Schornsteine zu Fall.

## Leben und Wirken

### Kindheit und Jugend
Fred Dibnah war der Sohn von Frank und Betsy Dibnah, geb. Travis, die anfangs in einer Chemiefabrik arbeiteten. Er wuchs in der Industriestadt Bolton auf und begeisterte sich schon als Kind für die dortigen Maschinen und Industriegebäude.:S. 3–4:, S. 6:, S. 9–11
In der Schule fokussierte er sich auf Kunst, da seine Lese- und Schreibkünste als mangelhaft eingeschätzt wurden,:S. 8 und ging anschließend drei Jahre auf ein Kunstkolleg, wo seine Werke Maschinen, Kohlengruben und Webereien thematisierten.:S. 23–24
Dibnah beobachtete die Tätigkeiten der in England Steeplejack genannten Schornsteinbauer seit seiner Kindheit und sah das erste Umlegen eines Schornsteins aus dem väterlichen Schrebergarten in der Nähe des Hunderennplatzes von Bolton in Raikes Park. Das Abrissunternehmen entfernte erst die obere Hälfte des Schornsteins und schlug dann ein Loch in seine Basis, das mit hölzernen Streben abgestützt wurde. Diese Streben wurden dann durch ein Feuer zerstört, so dass der Schornstein kollabierte. Unglücklicherweise fiel der Schornstein bei dieser Gelegenheit in die falsche Richtung auf die Hundezwinger des Rennplatzes, auf ein Café und auf eine Stromleitung.:S. 21–22
Im Alter von 17 oder 18 Jahren kletterte er wegen einer Wette über 10 Schilling auf einen 80 m hohen Schornstein in Barrow Bridge und befestigte dort zwei Union-Jack-Fahnen am Blitzableiter. Die Bolton Evening News berichteten über den Vorfall mit einem Foto, nahmen aber an, dass es sich um einen Streich der Studenten der nahegelegenen Manchester University gehandelt habe.:S. 28–30

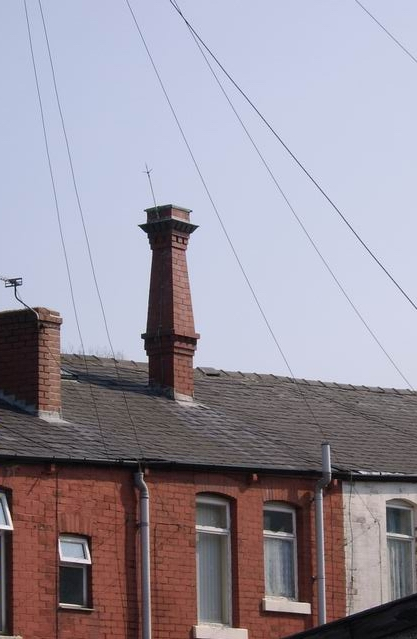
Dibnahs Schornstein auf dem Haus seiner Mutter

Zur gleichen Zeit entschloss sich Dibnah, den Schornstein auf dem Haus seiner Mutter in Alfred Street durch einen selbst entworfenen zu ersetzen, weil seine Mutter nur noch einen der vier Züge benutzte. Da die Öffnung oben nur etwa 10 cm Durchmesser hatte, musste er regelmäßig gereinigt werden. Als Dibnah eines Tages einen zum Schornsteinkehren mit Backsteinen gefüllten Sack an einer Leine in den Schornstein hinunterließ, riss der Sack auf und zerstörte mehrere Wasserrohre aus Blei, so dass die mütterliche Küche unter Wasser gesetzt wurde. Das Haus wurde nach dem Tod der Mutter verkauft und der Schornstein unter Denkmalschutz gestellt.:S. 30–31
Im Alter von 22 Jahren wurde Dibnah zum Militärdienst nach Aldershot und Catterick eingezogen, wo er im Küchendienst arbeitete. Mit dem Kavallerieregiment der 14th/20th King’s Hussars wurde er in die Bundesrepublik Deutschland geschickt, wo er auf seinen Wunsch Tätigkeiten bei der Gebäudeinstandhaltung übernahm.:S. 42–43

### Schornsteinabriss
Nach der Rückkehr aus dem Militärdienst holte Dibnah 1962 seine Werkzeuge aus dem Lager, kaufte sich für 21 Guineen ein altes A.J.S.-Motorrad mit 350 cm³ aus dem Jahr 1927 und suchte nach Aufträgen.
Bolton war zu dieser Zeit aber von einem post-industriellen Verfall betroffen: Von 1957 bis 1965 wurden siebzig Textilfabriken geschlossen und teilweise abgerissen, so dass es neben 50 stillgelegten nur noch 37 betriebsfähige Textilfabriken gab.:S. 46–47 Dibnah hielt sich mit Gelegenheitsarbeiten über Wasser, bis er sich seine eigenen Leitern kaufen konnte und einen Schornstein einer lokalen Brauerei instand setzte. Dabei traf er einen Schweißer, der Dibnah darüber informierte, dass der Vikar von Bolton einen Reparaturauftrag für die Wetterfahnen der Kirche von Bolton vergeben wolle. Dibnah erhielt den Auftrag, über den in der Lokalpresse berichtet wurde. Er freundete sich während dieses Projektes mit dem Vikar an, was auch zu Folgeaufträgen auf anderen Kirchtürmen führte.:S. 47–50
Bei seinen Reparaturarbeiten an Schornsteinen bemerkte Dibnah den Bedarf für den Abriss von Schornsteinen. Er bot die von ihm in Bolton beobachtete Methode an, die ohne Sprengstoff auskommt, und wurde dafür landesweit bekannt.:S. 162–163:S. 280 Im Laufe seines Berufslebens brachte er insgesamt 90 Schornsteine zum Einsturz, indem er Teile des Sockels herausschnitt und vorübergehend mit Stempeln aus Holz ersetzte, die anschließend in Brand gesetzt wurden. Falls der Schornstein dennoch nicht fiel, wurden Hydraulikstempel auf der gegenüberliegenden Seite angesetzt, mit denen er angehoben und umgeworfen werden konnte.

### Erste Ehe

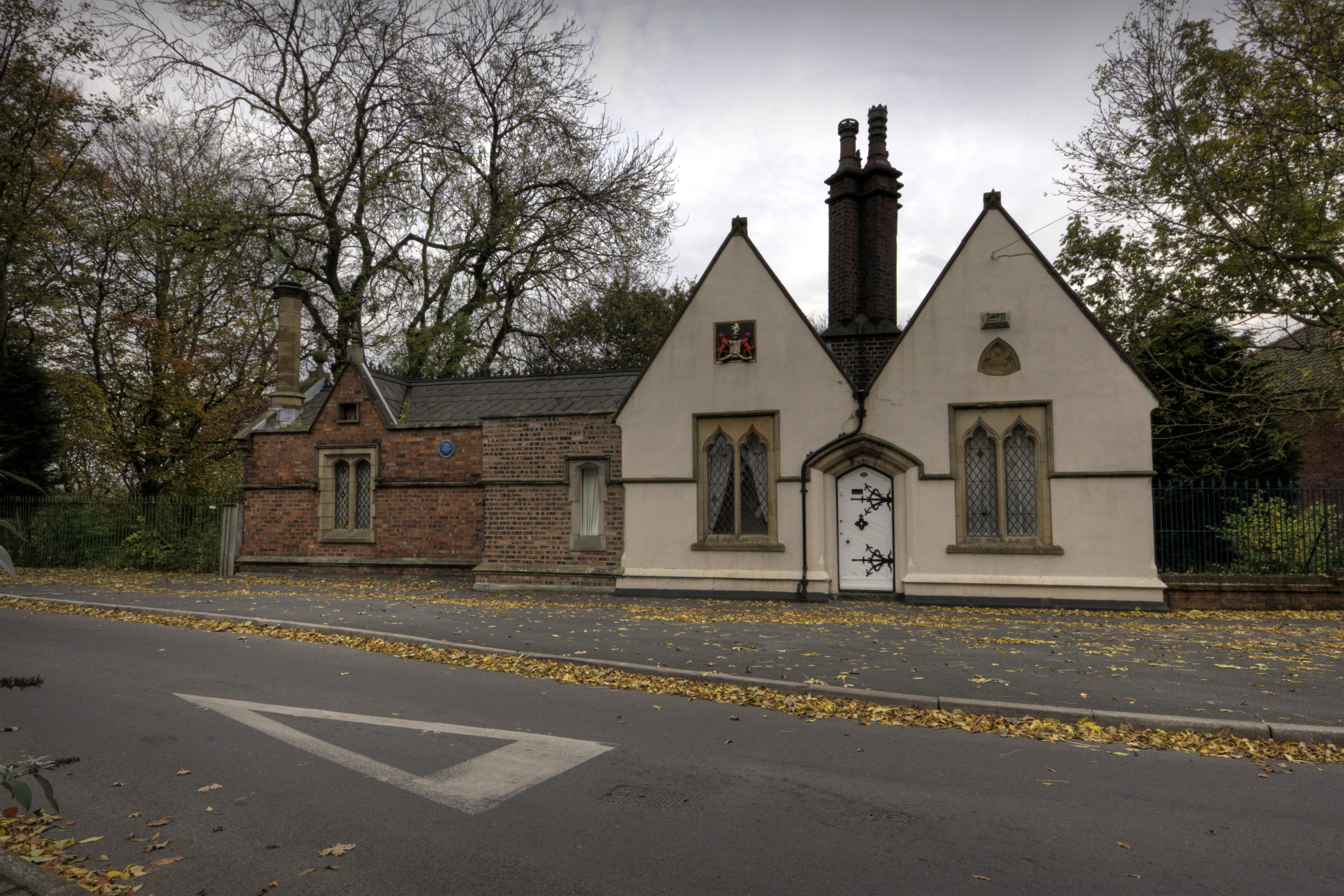
Dibnahs viktorianisches Torhaus in der Radcliffe Road in Bolton

Nach Unstimmigkeiten darüber, wer zur Hochzeit eingeladen werden sollte, reisten Dibnah und die 19-jährige Friseurin Alison Mary Foster 1967 nach Gretna Green, um dort zu heiraten. Dibnah hatte Alison zum ersten Mal von der Spitze eines Schornsteins aus gesehen und später in einem Pub wiedergetroffen. Sechs Wochen danach verlobten sie sich.:S. 62 Sie hinterließen Briefe an ihre Eltern und nahmen den Zug nach Carlisle und von dort aus Busse nach Dumfries. Sie mussten mindestens 21 Tage dort wohnen, um heiraten zu dürfen, und Dibnah entschloss sich, für Kost und Logis den First eines Hotels neu zu verfugen. Am 19. Mai 1967 heirateten die beiden in der Kirche von Gretna Green und kehrten ins Haus von Dibnahs Mutter zurück. Später zogen sie in ein viktorianisches Torhaus auf dem Gelände des Earl of Bradford ganz in der Nähe von Bolton.:S. 58–61 Dibnah renovierte das Gebäude in mehrjähriger Arbeit und errichtete einen Anbau.:S. 108 Das Ehepaar erwarb das Haus für 5000 £, obwohl weitere Reparaturen zur Stabilisierung der Rückwand erforderlich waren.:S. 65–66
Ihre erste Tochter, Jayne, wurde im Juni 1968 geboren. Alison war anfangs über das Berufsrisiko ihres Ehemanns besorgt, aber lernte damit umzugehen und ihm zu vertrauen. Sie übernahm die Buchführung und kümmerte sich um die Debitoren.:S. 61–63

### Dampfmaschinen
Seit seiner Kindheit interessierte sich Dibnah für Dampfmaschinen und Dampflokomotiven und fuhr schon früh im Führerstand auf Lokomotiven mit.:S. 75 Er kaufte sich für 175 £ ein eigenes Lokomobil in der Nähe von Warrington, das ursprünglich dem Flintshire County Council gehört hatte, und nahm es wieder in Betrieb.:S. 79–90 Gleichzeitig kaufte er auch einen Bauwagen, den er restaurierte, um seine Familie auf lokale Dampfmaschinentreffen mitzunehmen.:S. 96:, S. 84:, S. 88–89:, S. 89
Sein nächster Kauf war im Herbst 1980 eine Dampfwalze von Aveling & Porter aus dem Jahr 1912 für 2.300 £.:S. 123 Er baute sich eine von einer Dampfmaschine angetriebene Werkstatt in seinem Garten, in dem er verschiedene von Textilfabriken ausgemusterte Teile wiederverwendete, einschließlich einer Dampfmaschine vom Textilwerk in Oldham.:S. 105–107 Die Dampfwalze wurde im Juli 2010 für 240.000 £ versteigert.

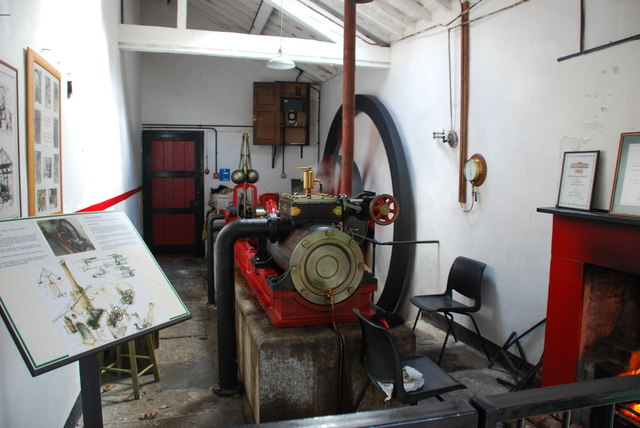
Einzylinderdampfmaschine von Glynllifon

1988 führte er im Auftrag der Gemeindeverwaltung von Caernarfon Ausbesserungsarbeiten am Schornstein von Glynllifon aus. Unterhalb des Schornsteins stand eine heruntergekommene Einzylinderdampfmaschine aus dem Jahr 1854. Dibnah überführte diese zur Reparatur im Winter 1988/89 nach Bolton. Zusammen mit seinem Mitarbeiter Neil Carney arbeitete er 6 Monate an der Dampfmaschine und gewann schließlich einen Preis für die Qualität der Arbeit.:S. 131–134 Etwas später reparierte er innerhalb von 7 Monaten die Dampfmaschine und die Ton-Mischmaschine der Wetheriggs County Pottery bei Penrith in Cumbria.:S. 142

### Fernsehdokumentation

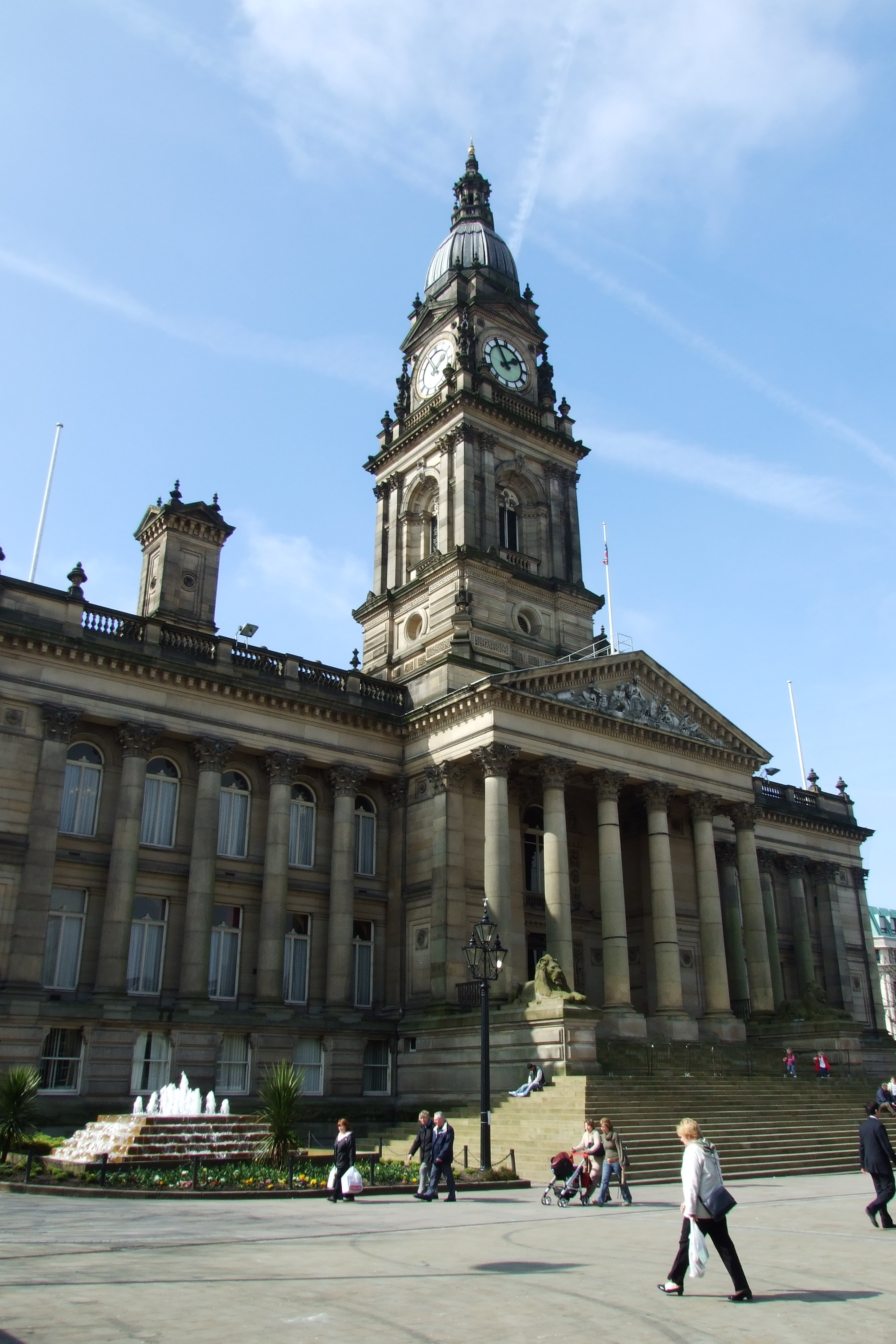
Rathaus von Bolton

Im Jahr 1978 führte Dibnah Reparaturen an den 16 Säulen des Glockenturms des Rathauses von Bolton aus. Während er in großer Höhe auf seinem Bootsmannstuhl saß und arbeitete, informierte ihn der Pressesprecher des Rathauses, dass BBC Look North West ihn interviewen wolle. In der folgenden Woche kam das Kamerateam, und Alistair MacDonald führte das Interview vom Obergeschoss des Gebäudes durch, während Dibnah draußen auf dem Gerüst arbeitete.:S. 99–101 Seine einfache und offenherzige Art zusammen mit seinem Enthusiasmus und dem breiten Lancashire-Dialekt machten ihn schnell beliebt, und daraufhin wurde er vom Produzenten Don Haworth gefragt, ob er eine Dokumentarsendung gestalten wolle. Die Filmarbeiten begannen an der Spitze des 75 m hohen Schornsteins von Shaw and Crompton, einer Textilfabrikstadt bei Oldham. Die Filmarbeiten zogen sich in unregelmäßigen Abständen über 18 Monate hin und zeigten Dibnah mit seinem Assistenten Donald Paiton auf zahlreichen Gebäuden, im Familienumfeld und bei seinen Hobbys. Einer der beeindruckendsten Momente war der Fall des Schornsteins von Rochdale im Jahr 1979, bei dem Dibnah nur Meter von der Basis des Schornsteins entfernt stand und sich erst zurückzog, als dieser bereits zu wanken begann. Sein Ausruf „Did you like that?“ (Hat Euch das gefallen?) machte ihn bei den Zuschauern beliebt.:S. 101–103
Fred Dibnah, Steeplejack gewann 1979 den BAFTA-Award für die beste Dokumentation, und Haworth kam mehrmals zurück, um weitere Dokumentationen zu filmen.
Einige Jahre später wurden Dibnah und seine Familie während einer Ferienreise nach Blackpool gefilmt, auf der Dibnah die Arbeit nicht sein lassen konnte. Zusammen mit seiner Frau Alison legte er einen kleinen Schornstein eines dortigen Betriebes um. Da er sich nicht zu weiteren Ferienreisen überreden ließ, buchte seine Frau für sich und die drei Kinder Jayne, Lorna and Caroline eine Reise nach Griechenland.:S. 184 Dibnah blieb zu Hause zurück und zeigte sich überrascht, als sie bei der Rückkehr die Scheidung der 18-jährigen Ehe einreichte. Im Oktober 1985 kam Dibnah von einer Ausstellung für Kohle und Briketts aus Bury zurück und bemerkte, dass Alison das Haus mit den Kindern, dem Hund und einigen Einrichtungsgegenständen verlassen hatte.:S. 133 Da er knapp bei Kasse war, musste er daraufhin seinen geliebten A.J.S.-Motorrad-Oldtimer verkaufen. Er fand das Leben ohne Familie beschwerlich, aber nahm sie in Schutz, weil der Druck einfach zu groß für sie geworden sei.:S. 124

### Zweite Ehe
Dibnah lernte seine zweite Frau Susan (Sue) Lorenz, eine 28-jährige Sekretärin, auf einer Dampfmaschinen-Rallye in Cheshire kennen. Er lud sie später zum Umlegen eines Schornsteins in Oldham ein und dann zu einem Vortrag für seine Fans in Halifax (West Yorkshire), die sich unter dem Namen The Fred Dibnah Appreciation Society trafen. Am 27. Februar 1987 heiratete er sie; er ließ sich für sie einen Bart wachsen und gab das Rauchen auf. Er hatte mit ihr zwei Söhne, Roger und Jack.

### Alter
Im Jahr 1996 reparierte Dibnah den 80 m hohen Schornstein in Barrow Bridge, den er als Jugendlicher für die Wette mit Fahnen geschmückt hatte, und richtete dort ein Nest für Wanderfalken ein.:S. 143 Er setzte sich daraufhin dafür ein, dass der Schornstein unter Denkmalschutz gestellt wurde. Als bemerkenswerter Erzähler wurde er zunehmend als After-Dinner-Speaker zu förmlichen Veranstaltungen eingeladen, und trug dabei seine für ihn charakteristische Schiebermütze selbst zum Smoking.:S. 144
Seine exzentrischen Aktivitäten belasteten die Ehe, und nachdem Susan einen anderen Mann kennengelernt hatte, zog sie mit ihrem Sohn Roger aus, aber ließ ihren Sohn Jack bei Dibnah.:S. 148

### Dritte Ehe
Im Jahr 1997 lebte Dibnah allein mit wenig Arbeit und einem geringen Einkommen. Es besuchte ihn Sheila Grundy, eine frühere Assistentin eines Zauberers, zusammen mit ihren Eltern und ihrem Sohn, um sich den Hinterhof von Dibnah anzuschauen.:S. 153–158 Sie zog 1998 bei ihm ein und heiratete ihn am 26. September 1998.:S. 182:S. 184

### Fernsehmoderation
Der Autor David Hall prognostizierte 1997, dass Dibnah in Zukunft nicht mehr für weitere Fernsehdokumentationen beauftragt würde und schlug ihm vor, sich auf Fernsehmoderation zu verlagern.:S. 153–158 Die beiden entwickelten ein Konzept für ein Programm, in dem Dibnah auf der Dampfzugmaschine durchs Land fuhr, um wichtige historische Standorte zu besuchen und mit den Männern zu sprechen, die sich um den Erhalt von industriellen Maschinen und Gebäuden kümmerten.:S. 158–159 Die Filmarbeiten zu Fred Dibnah’s Industrial Age begannen im Juli 1998 und wurden schon im Herbst 1998 vollendet.:S. 169–181
Obwohl Dibnah es nervenaufreibender fand, vor einer Kamera zu sprechen, als einen Schornstein zum Einsturz zu bringen, blieb der Erfolg nicht aus::S. 187–188 Die Serie erzielte hohe Einschaltquoten und positive Kritik. Die dazugehörige BBC-Website hatte zur damaligen Zeit die zweithöchsten Besucherzahlen des Senders. Das Begleitbuch schaffte es auf Platz 5 der Geschichtsbuch-Bestseller dieses Jahres.

St. Walburgs Kirche in Preston

Er präsentierte auch weitere Serien, wie Fred Dibnah’s Magnificent Monuments, und hatte vor den Filmarbeiten seine für ihn charakteristischen roten Leitern an der St. Walburgs Kirche in Preston für eine Inspektion angebracht. Da die Filmarbeiten aber mehr Zeit in Anspruch nahmen als geplant, konnte er den Inspektionsauftrag nicht abschließen. Er ließ die Leitern für mehrere Jahre an der Kirche und schenkte sie schließlich dem Handwerker, der den Auftrag an seiner Stelle übernahm.:S. 196–197
Zum hundertsten Todestag von Königin Victoria übertrug die BBC eine von Dibnah präsentierte Sendung Fred Dibnah’s Victorian Heroes, für die er die von Isambard Kingdom Brunel errichtete Clifton Suspension Bridge und das Dock der SS Great Eastern besuchte.:S. 207–210

### Krankheit
Kurz vor Drehbeginn von Fred Dibnah’s Building of Britain am Jahresanfang 2001 litt Dibnah unter schweren Bauchschmerzen und musste sich im Krankenhaus untersuchen lassen. Nach der Entlassung filmte er verschiedene Sehenswürdigkeiten wie Globe Theatre, Ely Cathedral und Glamis Castle sowie als Chairman der Manchester Bolton & Bury Canal Society eine Episode über das britische Kanalnetzwerk.:S. 212–216 Am Ende der Dreharbeiten ging Dibnah zu einer Nachuntersuchung ins Bolton Royal Hospital, wobei ein bösartiger Tumor an seiner rechten Niere gefunden wurde. Bei einer Untersuchung im Christie Hospital in Manchester fanden sich weitere Tumoren an seiner Blase, die sich aber durch eine Chemotherapie erfolgreich behandeln ließen.:S. 232–234
Die Filmaufnahmen für Fred Dibnah’s Age of Steam begannen 2003 in der Trencherfield Mill bei Wigan Pier. Das Filmteam besuchte mehrere Drehorte einschließlich einer Dampfmaschinenrallye in Cornwall und der Bluebell Railway in Sussex.:S. 241–248 Die Wiederherstellung seiner Dampfzugmaschine war zu diesem Zeitpunkt nahezu vollendet, aber bei einer Vorsorgeuntersuchung im Christie Hospital fand sich ein neuer großer Tumor auf seiner Blase.:S. 250

### Dig with Dibnah

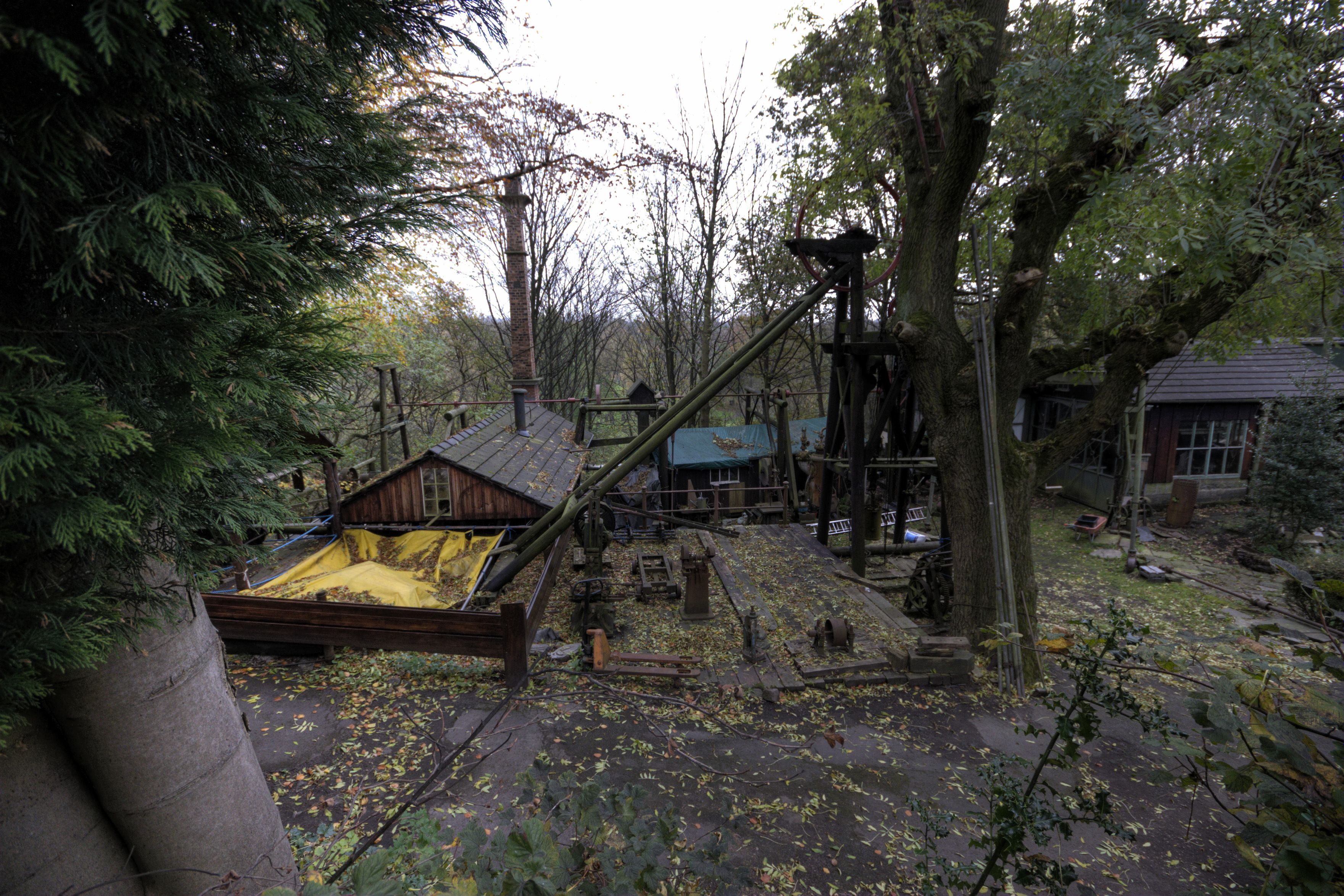
Der Förderturm hinter Dibnahs Haus

Nach einer weiteren, diesmal erfolglosen Chemotherapie begann Dibnah, im Hinterhof seines Anwesens die Replik des Förderturms einer Kohlengrube zu errichten. Er erhielt eine Baugenehmigung für den Förderturm, ohne zu erwähnen, dass er darunter einen 30 m tiefen mit Backsteinen ausgemauerten Schacht errichten wollte.:S. 251–253 Am Fuße des Schachtes sollte ein horizontaler Tunnel mit einer Schmalspurbahn in die tiefe Schlucht am Rande seines Gartens führen, von wo eine Standseilbahn die Loren wieder zum Förderturm hätte bringen sollen. Im Jahr 2003 begann die BBC mit Filmarbeiten an dem im Bau befindlichen Schacht und in verschiedenen Kohleminen und Bergbaumuseen.:S. 259–262 Mit traditionellen Bergbaumethoden teuften seine früher im Bergbau tätigen Freunde Alf Molyneux und Jimmy Crooks einen 6 m tiefen Schacht ab und mauerten diesen mit Backsteinen aus. Da Dibnah dafür keine Baugenehmigung beantragt hatte, bestand die Gemeindeverwaltung darauf, dass er nachträglich einen Bauantrag stellen solle, der aber trotz einer Berufungsklage nicht genehmigt wurde.:S. 266–267:S. 270

### Fred Dibnahs Made in Britain

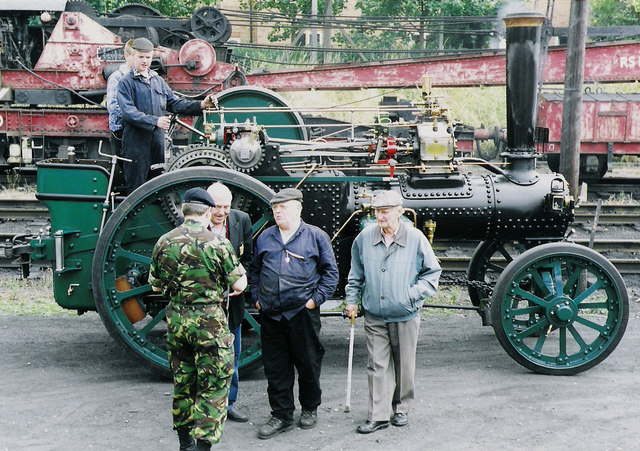
Dibnah (Zweiter von rechts) beim Besuch der Great Central Railway in Loughborough

Am Jahresende 2003 begann er mit den Dreharbeiten für Fred Dibnah’s Made in Britain. Mit seinem Gefährten Alf Molyneux bereiste Dibnah das Land auf seiner inzwischen fertiggestellten Dampfzugmaschine und besichtigte Maschinenbauunternehmen, die noch Bauteile für seine Dampfmaschinen hergestellt hatten. Sein Gesundheitszustand verschlechterte sich und auch die Dampfzugmaschine war in einem nicht zufrieden stellenden Zustand, was sich aber mithilfe seiner Freunde beheben ließ.:S. 272–276, p. 281
Im Dezember 2003 war die Dampfzugmaschine einsatzbereit, aber sie konnte den vollbeladenen Anhänger kaum bergauf ziehen, weil einer der Zylinder zu weit hinten am Fahrzeug angebracht war, so dass der Kolben am oberen Totpunkt das Einlassventil abdeckte. Einer der Kolben wurde etwas modifiziert, so dass die Dampfmaschine ihre volle Leistung entwickeln konnte. Anders als geplant, übernachtete Dibnah wegen seines Gesundheitszustandes in Hotels und ließ die Dampfzugmaschine für längere Strecken auf einem Tieflader transportieren.:S. 285–286 Dibnahs Söhne Jack und Roger nahmen auch an den Dreharbeiten teil.:S. 292–293 Sie besuchten die Forth Road Bridge, und Dibnah war der erste Dampfmaschinenbesitzer, der eine Dampfmaschine aus eigener Kraft unter Dampf über diese Brücke fuhr, was ihm trotz seiner Schmerzen sichtlich Freude bereitete. Ende Juni 2003 hatte sich sein Gesundheitszustand so weit verschlechtert, dass die Filmarbeiten abgebrochen werden mussten. Dibnah wurde nach Hause geschickt um sich medikamentös behandeln zu lassen und um sich so weit zu erholen, dass er seinen MBE in Empfang nehmen könne.:S. 295–300

### Ehrungen
Im Sommer 2000 erhielt Dibnah einen Ehrendoktor für seine Ingenieurstätigkeiten von der Robert Gordon University in Aberdeen, und am 19. Juli 2004 erhielt er einen Ehrendoktor der University of Birmingham.
Dibnah erhielt einen MBE für seine Dienste im Bereich Geschichte und Rundfunk. Er sagte zuvor: „Ich freue mich darauf, die Königin zu treffen, aber ich muss mir dafür wahrscheinlich eine neue Mütze kaufen. Außerdem würde ich gerne Prinz Charles treffen, weil wir ähnliche Ansichten über Architektur haben. - I’m looking forward to meeting the Queen but I shall probably have to get a new cap. And I’d like to meet Prince Charles because we share the same views about modern architecture.“
Am 7. Juli 2004 fuhr Dibnah mit seiner Dampfzugmaschine zum Buckingham Palace, um seine Ehrung von der Königin entgegenzunehmen. Er hatte geplant, die Dampfzugmaschine auf dem Hof zu parken, aber die Royal Parks Agency untersagte das, weil sie fürchtete, dass ihr Gewicht den Straßenbelag von The Mall beschädigen könne. Schließlich parkte er seine Dampfzugmaschine in einer Kaserne in der Nähe des Palastes. Er nahm die Ehrung im formellen Cutaway und Zylinder entgegen.
Die Filmarbeiten wurden anschließend fortgesetzt, aber bis Ende Juli konnten nur 34 der ursprünglich 60 Drehtage durchgeführt werden, so dass das Programm verkürzt wurde. Zuhause angekommen, wollte Dibnah seinen hölzernen Förderturm mit Kreosot imprägnieren, wobei er abstürzte und sich am Rücken verletzte. Er erholte sich von diesem Sturz nur teilweise, konnte aber seine Dreharbeiten in Nordwales und in den Ironworks von Atherton fortsetzen, wo sein letztes Piece to Camera gedreht wurde.:S. 310–317

### Tod

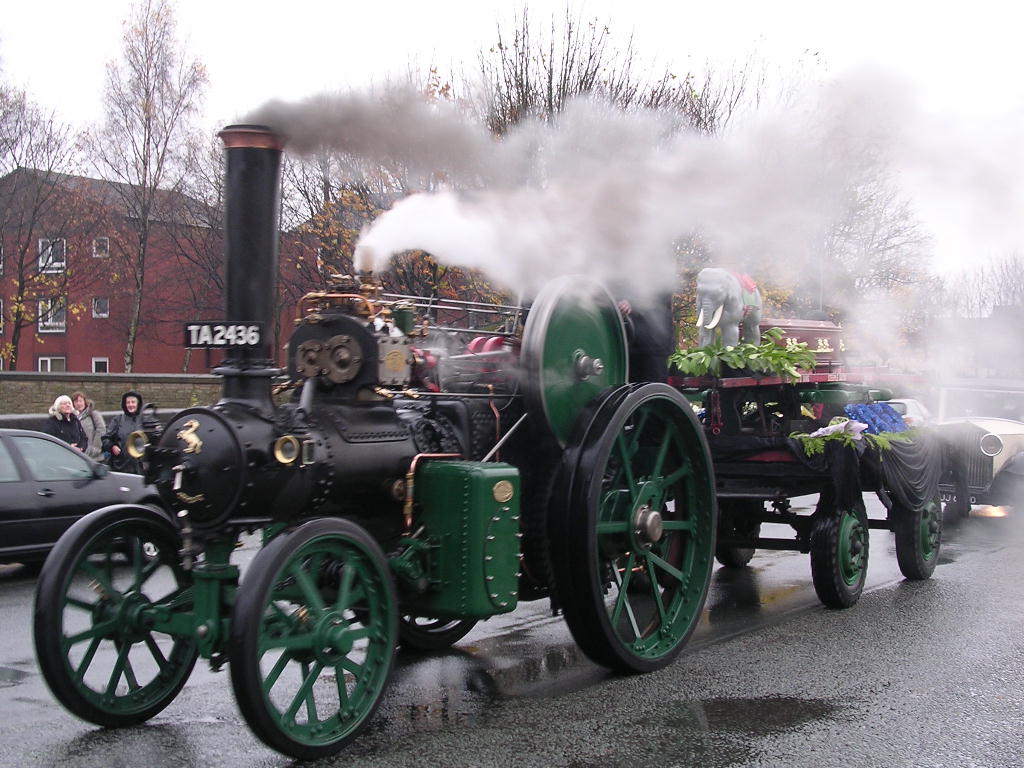
Dibnahs Leichenzug

Dibnah starb im Alter von 66 Jahren umgeben von seiner Familie im Bolton Hospice am 6. November 2004, nachdem er drei Jahre an Krebs gelitten hatte. Zum Zeitpunkt seines Todes wurde der Wert seines Vermögens auf etwa 1 Million £ geschätzt.
Elf Tage später wurde Dibnahs Sarg, auf dem seine Schiebermütze lag, von seinem Sohn mit der Dampfzugmaschine vor Tausenden von Trauergästen durch das Stadtzentrum von Bolton gezogen und eine Prozession von dampfgetriebenen Fahrzeugen folgte ihm zur Gemeindekirche von Bolton. Während des einstündigen Trauergottesdienstes vermerkte David Hall: „Er war kein abgehobener Fernsehmoderator. Er wurde als Arbeiter wahrgenommen, der durch Erfahrung gelernt hatte.“ – “He wasn’t a posh TV presenter. He was recognised as a working man who had learned through experience.” Dibnah wurde auf dem Friedhof von Tonge in der Nähe seines Anwesens beerdigt.

## Andenken

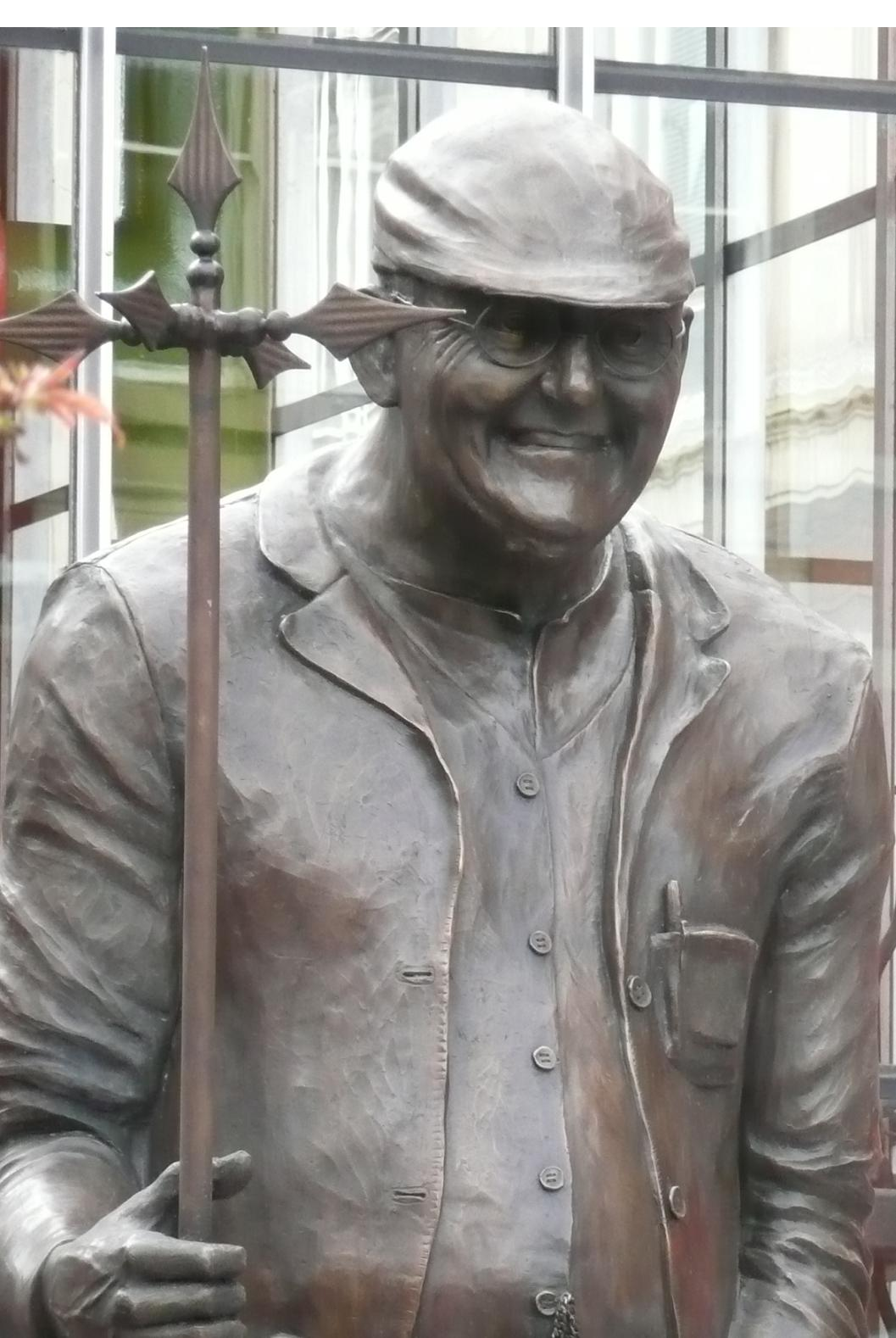
Dibnahs Statue in Bolton

Eine 2,4 m hohe Bronzestatue von Dibnah, die von Jane Robbins angefertigt worden war, wurde am 29. April 2008 vom Bürgermeister von Bolton im Stadtzentrum von Bolton enthüllt. Sein Anwesen wird inzwischen als geschichtliches Zentrum genutzt.

## Filmografie
- 1979: Fred Dibnah: Steeplejack
- 1983: Fred
- 1983: Fred – A Disappearing World
- 1987: A Year with Fred
- 1991: A Year with Fred – New Horizons
- 1994: Life With Fred
- 1994: The Ups and Downs of Chimneys
- 1996: The Fred Dibnah Story
- 1999: Fred Dibnah’s Industrial Age
- 2000: Fred Dibnah’s Magnificent Monuments
- 2001: Fred Dibnah’s Victorian Heroes
- 2001: Fred Dibnah’s Getting Steamed Up
- 2002: Fred Dibnah’s Building of Britain
- 2003: Fred Dibnah’s Age of Steam
- 2004: Dig with Dibnah
- 2004: A Tribute to Fred Dibnah
- 2005: Fred Dibnah’s Made in Britain
- 2006: Fred Dibnah’s World of Steam, Steel and Stone